# Dê núi Cát Bà
Dê núi Cát Bà là giống dê bản địa của quần đảo Cát Bà; là nhãn hiệu tập thể được cấp cho các sản phẩm (thịt) từ sản xuất chăn nuôi dê của huyện đảo Cát Hải, thành phố Hải Phòng.

## Đặc điểm
Theo các chuyên gia bảo tồn vật nuôi, dê núi Cát Bà là giống dê bản địa, xuất hiện trên đảo từ xa xưa. Là huyện đảo, địa hình cách trở với đất liền, nằm trong khu vực của Khu dự trữ sinh quyển thế giới của quần đảo Cát Bà nên giống dê bản địa tại đây cơ bản là thuần chủng, ít bi lai tạp với các giống dê khác.
Địa hình chăn thả chủ yếu là vùng núi đá vôi, môi trường khí hậu trong lành; nguồn thức ăn tự nhiên dồi rào, có nhiều cây dược liệu quý như nhân trần, cam thảo, đơn sương, đậu sương, ngũ da bì... và cả cả những lá cây có độc tố mạnh như lá xoan, lá ngón, mã tiền… đã giúp cho hoạt động chăn nuôi dê thuận lợi, dê có sức đề kháng cao và tạo ra sản phẩm thịt săn chắc, vị ngọt đậm, thơm.

## Chăn nuôi
Chăn nuôi dê tại Cát Bà xuất hiện từ trước những năm 1945. Năm 1975, dê được nuôi theo phương thức chăn thả tự do và do Hợp tác xã quản lý. Hiện nay, chăn nuôi dê tại đây được các hộ gia định tổ chức thực hiện theo hướng sản xuất hàng hóa, chăn thả kết hợp với nuôi nhốt. Tổng đàn dê tại Cát Hải gần 5.000 con, tập trung nhiều ở thị trấn Cát Bà, các xã: Trân Châu, Xuân Đám, Phù Long, Gia Luận… Ngoài ra, trên đảo đá Long Châu có hàng trăm con dê sống tự nhiện trong nhiều năm nay.